# Ruttershausen
Ruttershausen ist ein Ortsteil der Stadt Lollar im mittelhessischen Landkreis Gießen, bis Ende 1971 war es eine eigenständige Gemeinde. Ruttershausen hat etwa 1.300 Einwohner (Stand 2006) und liegt zwischen den Universitätsstädten Gießen und Marburg unmittelbar an der Lahn, 10 km nördlich von Gießen, 22 km südlich von Marburg. Der Ort wurde 1256 erstmals urkundlich erwähnt (als Ruthartishusen), ist aber wahrscheinlich schon in fränkischer Zeit gegründet worden. Der Ortskern und Siedlungsschwerpunkt liegt westlich der Lahn. Zur Gemarkung Ruttershausen gehört der Kirchberg östlich der Lahn mit einer kunsthistorisch bedeutsamen spätgotischen Hallenkirche, die die Hauptsehenswürdigkeit des Ortes darstellt. Der Kirchberg war ein früher Gerichtsort und das Zentrum eines Kirchspiels, dem außer Ruttershausen etliche umliegende Dörfer und Gemeinden angehörten.

## Geographische Lage

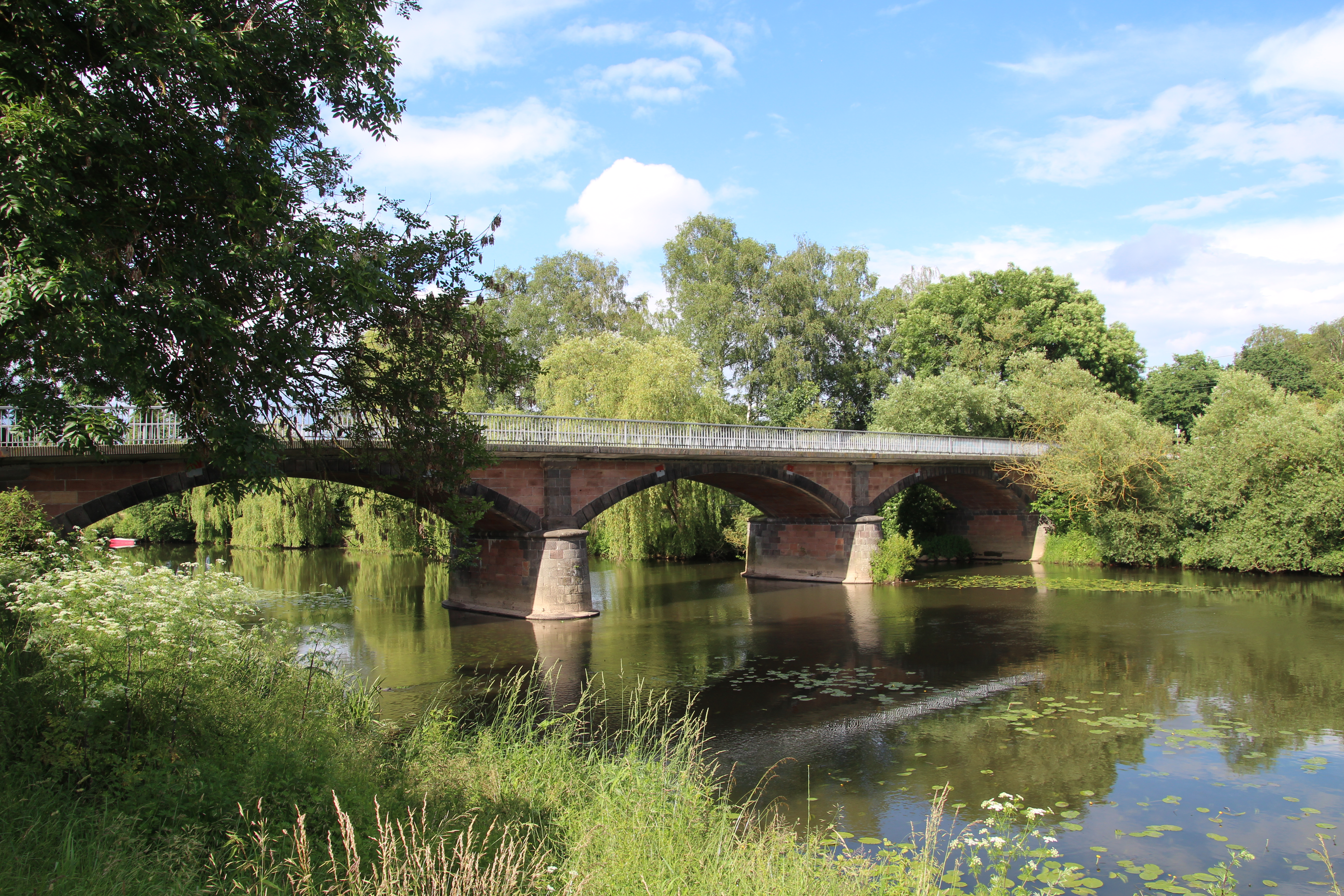
Lahnbrücke von 1901, die inzwischen fast ausschließlich dem innerörtlichen Verkehr dient. Sie löste im Rahmen des Baus der Main-Weser-Bahn Vorgängerbauten aus Holz ab

Ruttershausen liegt in einer breiten Niederterrassen-Ackerebene des Lahntals, der sogenannten Talweitung von Ruttershausen. Der schon an seinem Bebauungstyp als Real-Erbteilungsdorf erkennbare Ort ist vorwiegend zu einem Wohnplatz für Arbeiter und Angestellte geworden, zunächst mit Arbeitsplätzen in Lollar (Buderus-Werke), dann aber auch in Gießen, Wetzlar und Marburg. Der moderne Siedlungsausbau erfolgte seit den 1970er Jahren hangauf gegen den Lützel- und Altenberg. In Ruttershausen gibt es nur noch einen hauptberuflichen Agrarbetrieb, einen Aussiedlerhof in Kirchberg. Der Ort dürfte schon in fränkischer Zeit als rechtslahnische Sicherung der hier den Fluss auf einer Furt querenden alten Höhenstraße Herborn – Amöneburg bestanden haben, die zwischen dem Altenberg und dem Lützelberg hindurch nach Ruttershausen – Kirchberg und weiter über Staufenberg – Mainzlar führte, wo sie Anschluss an die „Langen Hessen“ fand.
Bis zum Bahnbau 1846/47 floss die Lahn in einem Bogen unmittelbar am Fuß des Kirchberger Kopfes vorbei, so dass zwischen diesem und Ruttershausen eine breite Aue lag, von der aus bei Hochwasser das auf der Niederterrasse gelegene Dorf oft überschwemmt wurde. Mit dem Abschneiden der Flussschlinge durch die Bahntrasse wurde ein neuer, geradliniger Verlauf erzielt, der direkt am Dorf vorbeiführt. Seitdem war Ruttershausen gegen Hochwasser weitgehend geschützt, da die Wassermassen schneller abfließen konnten.
Gegenüber Ruttershausen erhebt sich auf dem östlichen Lahnufer unmittelbar aus der Lahnaue die steile Felskuppe des Kirchbergs. Die naturräumliche wie kultur- und politisch-geographische Lage lässt die Lahntalenge von Ruttershausen-Kirchberg zur deutlichen Abgrenzung zwischen dem Marburger und Gießener Lahntal werden. Seine exponierte Lage – die wegen der Lahnbegradigung heute nicht mehr so deutlich erkennbar ist – prädestinierte den Kirchberg wohl schon in germanischer Zeit für die Anlage einer Gerichts- und Kultstätte.

## Geschichte

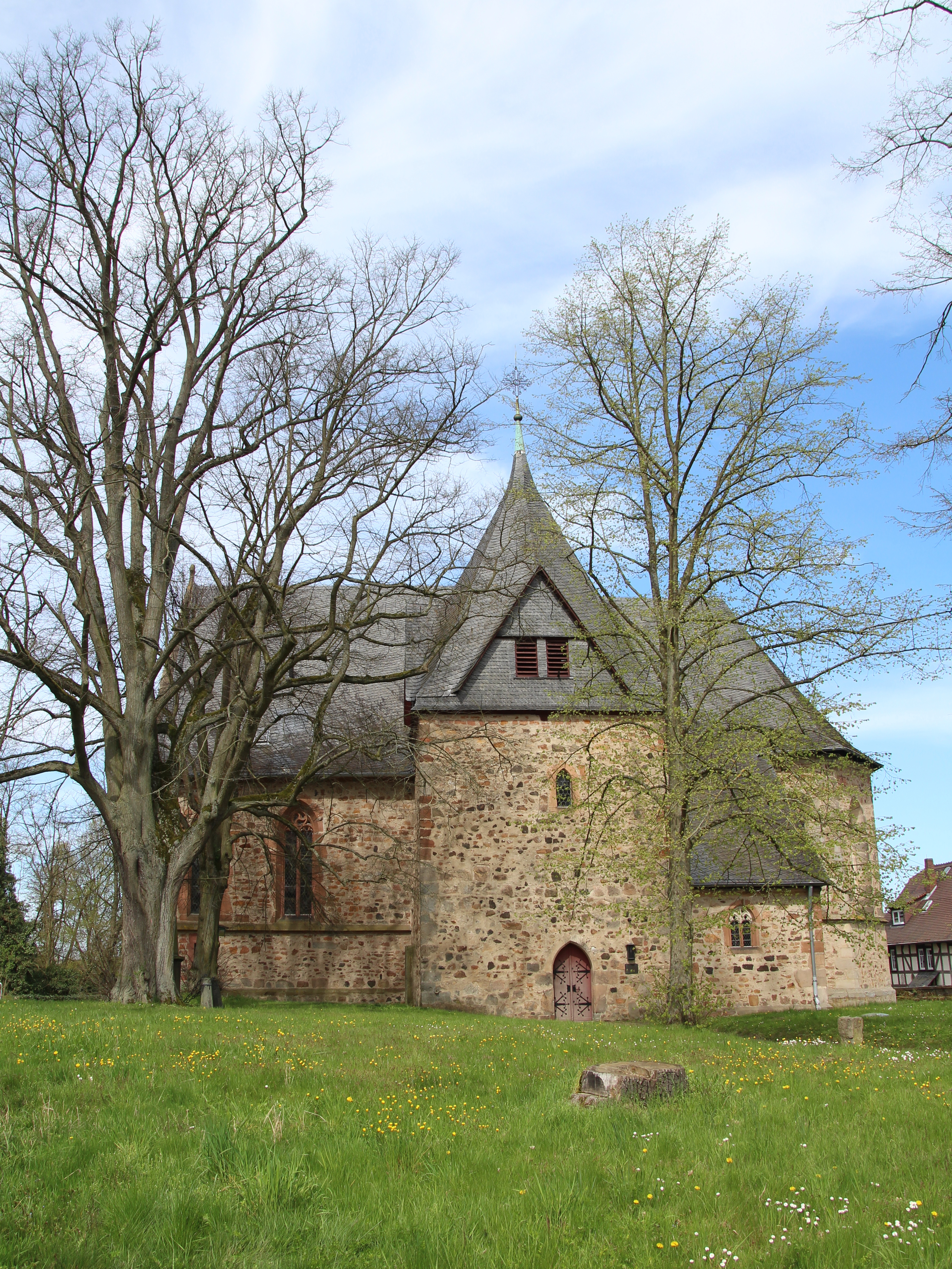
Die Evangelische Kirche Kirchberg

### Vor dem 12. Jahrhundert
Das Gebiet um Lollar und Staufenberg war schon in der Altsteinzeit von Neandertalern besiedelt. Dafür gibt es mehrere archäologische Belege, insbesondere die Funde vom Totenberg beim nahe gelegenen Staufenberg-Treis (datiert 120.000–80.000 v. Chr.).
Für Ruttershausen selbst wird als frühester Fund eine Axt aus der Jungsteinzeit genannt, die auf die Zeit zwischen 4000 und 3000 v. Chr. datiert wurde. Allerdings sind weder der genaue Fundort, noch der Zeitpunkt des Fundes (vor 1938, da in diesem Jahr erstmals erwähnt), noch der Verbleib geklärt. Den ältesten gesicherten archäologischen Beleg für Ruttershausen stellen zwei bronzezeitliche Hügelgräber aus der Zeit um 1500 v. Chr. im Ruttershäuser „Wehrholz“ dar. Die keltische Besiedlung begann in diesem Gebiet um 800 v. Chr., bestes Beispiel ist die Keltenburg auf dem Dünsberg. Auf dem Altenberg bei Ruttershausen gab es wahrscheinlich auch eine keltische Siedlung, von ihr sind aber bisher keine Bodenfunde nachgewiesen.
Das Gebiet um Ruttershausen gehörte in der fränkischen Zeit (600–800 n. Chr.) zum Oberlahngau, der seinen Verwaltungssitz auf der Amöneburg hatte. Als untere Verwaltungseinheit bestand möglicherweise schon das später so genannte Centgericht Kirchberg. Der Kirchberger Felsen über der Lahn, auf dem heute die um 1500 erbaute spätgotische Hallenkirche steht (siehe Kirchberg), wurde wahrscheinlich bereits in vorchristlicher Zeit als germanische Kult- und Gerichtsstätte genutzt. Dort wurde später im Zuge der Christianisierung zwischen 700 und 800 eine erste Kirche errichtet (allerdings ist die vermutete Gründung durch iro-schottische Mönche des Bonifatius-Schülers Lullus um 780 ungesichert). Für eine fränkische oder sogar vorfränkisch-germanische Gründung spricht die frühe Bedeutung Kirchbergs als Mittelpunkt eines wahrscheinlich von Mainz aus eingerichteten Kirchspiels und als Gerichtsort (Centgericht). In seiner für die Siedlungs- und Territorialentwicklung wesentlichen Bedeutung als frühestes Kirchspielzentrum an der Nordbegrenzung des Gießener Beckens ist Kirchberg das Gegenstück zu Großen-Linden für das südliche Gießener Becken. Die territorialen Auseinandersetzungen um diese Schlüsselstelle zwischen Hessen und dem Erzbistum Mainz verlagerten sich im 14. Jahrhundert auf eine solche zwischen Hessen und Nassau.

### 12. bis 14. Jahrhundert
- 1158: Aus dem früheren Oberlahngau hatte sich inzwischen die Grafschaft Gleiberg gebildet, die im Jahre 1158 an die Merenberger fiel.

- 1227: Der Ruttershäuser Kirchberg wird erstmals in einer Urkunde vom 2. März 1227 erwähnt, in der ein Plebanus (Gemeindepfarrer) Reinherus de Kyrberg als Zeuge in einem Rechtsstreit unterschreibt.

- 1256: Ruttershausen wird erstmals im Testament des Konrad von Merenberg erwähnt. Dieser war einer der Herren auf der Burg Gleiberg und vermachte darin seine Besitztümer in villa Ruthartishusen (also im Dorf Ruttershausen) an den Deutschen Orden in Marburg. Diese Urkunde ist vom 1. Oktober 1256 datiert und befindet sich heute im Hessischen Staatsarchiv in Marburg. Die Urkunde sagt lediglich aus, dass es zu diesem Zeitpunkt das Dorf Ruttershausen schon gab, aber nicht, wann es gegründet wurde. Die historische Forschung geht davon aus, dass hessische Orte mit der Endung -hausen wahrscheinlich aus fränkisch-merowingischer Zeit (um 600–750 n. Chr.) stammen. Der Name erklärt sich daher, dass ein Mann namens Ruthard einen Hof gegründet hatte, um den herum sich später das Dorf entwickelte.

- 1328: Die Merenberger Grafen sterben im Mannesstamm aus, das Gericht Kirchberg mit Ruttershausen fällt durch Heirat der Erbin Gertrud von Merenberg an Johann I., der 1355 das Haus Nassau-Weilburg begründete.

- 1366: Johann I. von Nassau-Weilburg lässt eine Burg bei Kirchberg bauen, die bereits 1370 vom hessischen Landgrafen Heinrich II. wieder zerstört wird und dabei „20 wehrhafte Männer zu Gefangenen machte“.

- 1396: Am 21. Juli 1396 tauscht Landgraf Hermann II. von Hessen mit seinem Schwager Philipp I. von Nassau-Weilburg die Hälfte von Großen-Linden gegen die Hälfte des Gerichts Kirchberg. Es entsteht das Gemeine Land an der Lahn (gemein bedeutet hier gemeinsamer Besitz).

### 15. bis 17. Jahrhundert
- 1495–1508: Die heutige spätgotische Hallenkirche in Kirchberg wird erbaut. Dabei werden Teile eines Vorgängerbaues, insbesondere des Turmes, verwendet, ebenso die aus den Jahren 1310, 1380 und 1432 stammenden Glocken.

- 1527: Im Kirchspiel Kirchberg – und damit in Ruttershausen – wird die Reformation eingeführt.

- 1568: Nach dem Tod Landgraf Philipps des Großmütigen, der letztmals alle hessischen Lande unter seiner Regentschaft vereinigt hatte, wird die Landgrafschaft unter seinen vier Söhnen aufgeteilt. Das Gemeine Land an der Lahn kommt mit dem übrigen damaligen Oberhessen an Landgraf Ludwig IV. von Hessen-Marburg.

- 1577: In Kirchberg wird erstmals eine Schule eingerichtet, die aber nur kurzzeitig bis 1582 besteht. 1586 erhalten die Kinder von Ruttershausen das Recht, in Staufenberg zur Schule zu gehen.

- 1585: Das Gemeine Land an der Lahn wird zwischen Hessen-Marburg und Nassau-Weilburg aufgeteilt. Damit geht das Gericht Kirchberg in den alleinigen Besitz von Hessen-Marburg über.

- 1591: Wilhelm Dilich veröffentlicht in diesem Jahr seine Synopsis descriptionis totius Hassiae mit 50 Federzeichnungen hessischer Städte. Darunter befindet sich auch eine Ansicht von Staufenberg mit dem Kirchberg, der Lahn und Ruttershausen im Vordergrund. Auf dieser Zeichnung, gleichzeitig die älteste Ansicht des Dorfes, sieht man bereits eine Brücke über die Lahn und in Ruttershausen den Turm des adeligen Gutshofes.

- 1604: Nach dem Tod von Landgraf Ludwig IV. wird die Landgrafschaft Hessen-Marburg unter seinen beiden Neffen, den Landgrafen von Hessen-Kassel und Hessen-Darmstadt, aufgeteilt. Ruttershausen gehört seitdem zu Hessen-Darmstadt. Um das oberhessische Erbe werden in der Folge langwierige kriegerische Auseinandersetzungen („Hessenkrieg“) zwischen Hessen-Kassel und Hessen-Darmstadt geführt.

- 1618–1648: Der Dreißigjährige Krieg trifft auch Ruttershausen und Kirchberg mit verheerenden Folgen. Im Kirchspiel wütet die Pest 1629 derart massiv, dass die Toten nicht mehr registriert werden, 1635 sterben mehr als 250 Personen daran. 1636 lagern schwedische Truppen im Kirchspiel, 1640 fügen bayrische Truppen Ruttershausen und den umliegenden Dörfern großen Schaden zu.

- 1645–1648: Gegen Ende des Dreißigjährigen Krieges kulminiert die Auseinandersetzung um das oberhessische Erbe im regionalen Hessenkrieg. Dabei wird Ruttershausen bis auf wenige Gebäude eingeäschert und auf dem Kirchberg wird der Pfarrhof verwüstet. Im Laufe dieser kriegerischen Auseinandersetzung wird auch die Burg Gleiberg zerstört (1646) und am 27. Mai 1647 die Staufenberger Oberburg „sambt dem Thurm gantz übern Haufen geworfen und eingeäschert“. 1620, zu Anfang des Dreißigjährigen Krieges, hatte Ruttershausen 125 Einwohner, 1640 noch 81 und 1660, zwölf Jahre nach Kriegsende, nur noch 72. Erst 1740 waren es wieder 140 Einwohner.

### 18. Jahrhundert
- 1748–1752: Ein fast 50-jähriger Streit zwischen Ruttershausen und Odenhausen um ein 20 Morgen großes Stück Wald oberhalb des Wehrholzes wurde 1748 beendet. Ruttershausen erhielt zwölf Morgen, Odenhausen acht. Eine ähnliche Auseinandersetzung entstand um den Mausberg (Ruttershäuser Kopf), der zwar zu Ruttershausen gehörte, aber in der Odenhäuser Gemarkung und damit auf nassauischem Hoheitsgebiet lag. Die dort 1750 neu erlassene Forstordnung verbot den Ruttershäusern die Beweidung. Der Streit zog sich bis in das Jahr 1752 hin, danach wurden der Ruttershäuser Besitz am Mausberg und die damit verbundenen Weiderechte endgültig anerkannt.

- 1756–1763: Der Siebenjährige Krieg trifft auch Oberhessen hart. Im August 1757 marschiert eine 15.000 Mann starke Armee durch das Kirchspiel Kirchberg. 1758 kommt es zu einem Scharmützel vor der Tiefenbach. 1759 liegen sich über vier Monate lang Franzosen auf der linken Lahnseite und Engländer und Braunschweiger auf dem rechten Lahnufer gegenüber. Obwohl es dabei zu keinen Kampfhandlungen kommt, ist der Schaden groß. Die Versorgung dieser Armeen fordert der Bevölkerung das letzte ab und zieht auch den Wald in starke Mitleidenschaft.

- 1761–1780: Noch einmal kommt es zum Streit zwischen Ruttershausen auf der einen und dem nassauischen Odenhausen auf der anderen Seite um Weiderechte im Wald. Diesmal geht es um den „Hohenschied“, wo Ruttershausen die Weiderechte innehat. 1761 wird die Beweidung des Hohenschieds durch die nassauische Regierung für fünf Jahre untersagt, damit sich der Wald von den Kriegsschäden des Jahres 1759 erholen kann. Aber auch nach Ablauf der Sperrfrist verbietet Nassau die Wiederaufnahme der Beweidung. Erst nach fast 20 Jahren langwierigen Streits erhält Ruttershausen 1780 wieder seine Rechte zurück.

### 19. Jahrhundert
- 1794–1814: Im Verlauf der französischen Revolutionskriege, später der Napoleonischen Kriege, kommt es über Jahre hinweg immer wieder zu Truppendurchmärschen und Einquartierungen der verschiedenen Kriegsparteien. Teilweise steckt das Dorf das ganze Jahr über voller Truppen, die Verpflegung und Quartier für Mensch und Tier, Brennholz, Vorspanndienste, Rindvieh, Pferde und vor allem Geld fordern. Bereits 1806 hat die Gemeinde „keinen Pfennig mehr in der Kasse“ und bis 1814 betragen die Schulden 6.800 Gulden. Selbst 25 Jahre später ist diese Summe noch nicht abgetragen, 1838 sind noch Schulden von 930 Gulden vorhanden. Nach der Völkerschlacht bei Leipzig (Oktober 1813) übernachtet Napoleons Bruder Jérôme („König Lustig“) auf der Flucht vor den Truppen der Verbündeten im damaligen Gasthaus „Zum Adler“ in Kirchberg (Hausname „Wirtsbauer“).

- 1815: Deutschland wird auf dem Wiener Kongress neu geordnet. Ruttershausen verbleibt bei dem 1806 gegründeten Großherzogtum Hessen, der vormaligen Landgrafschaft Hessen-Darmstadt.

- Die Statistisch-topographisch-historische Beschreibung des Großherzogthums Hessen berichtet 1830 über Ruttershausen:

„Ruttershausen (L. Bez. Giessen) evangel. Filialdorf; liegt 1 1⁄2 St. von Giessen, hat mit Kirchberg 56 Häuser und 326 Einwohner, die außer 1 Katholiken und 15 Juden evangelisch sind. – Der Ort kommt früher unter dem Namen Ruthartshusen vor. Er gehörte Hessen und Nassau gemeinschaftlich, bis 1585 diese Gemeinschaft aufgehoben wurde und er ausschließend an Hessen gekommen ist.“

- 1832: In Ruttershausen wird die erste Schule gebaut, die Bestand hat.

- 1846: Der Bau der Main-Weser-Bahn beginnt. Für den Bahnbau wird die Lahn bei Ruttershausen begradigt und fließt seitdem direkt am Dorf vorbei. 1850 fährt der erste Zug in Lollar ein. Ab dem 15. Mai 1851 kann die Strecke Kassel – Frankfurt durchgehend befahren werden. Obwohl die Bahnstrecke durch die Ruttershäuser Gemarkung führt, erhielt Ruttershausen keinen Bahnhof oder Haltepunkt. Grund war wohl die Nähe des Lollarer Bahnhofs.

- 1853: Bau einer neuen Holzbrücke über die Lahn. Es wird Brückengeld erhoben.

- 1869: Bau der Talstraße nach Odenhausen.

- 1887: Der Ruttershäuser Männergesangverein „Frohsinn“ wird gegründet. Nach dem Ersten Weltkrieg schließen sich dieser Verein und ein weiterer, 1906 gegründeter Verein namens „Concordia“, zum „Gesangverein Ruttershausen“ zusammen, der damit der älteste Verein des Dorfes ist. 1907 werden zwei Turnvereine gegründet.

### 20. und 21. Jahrhundert

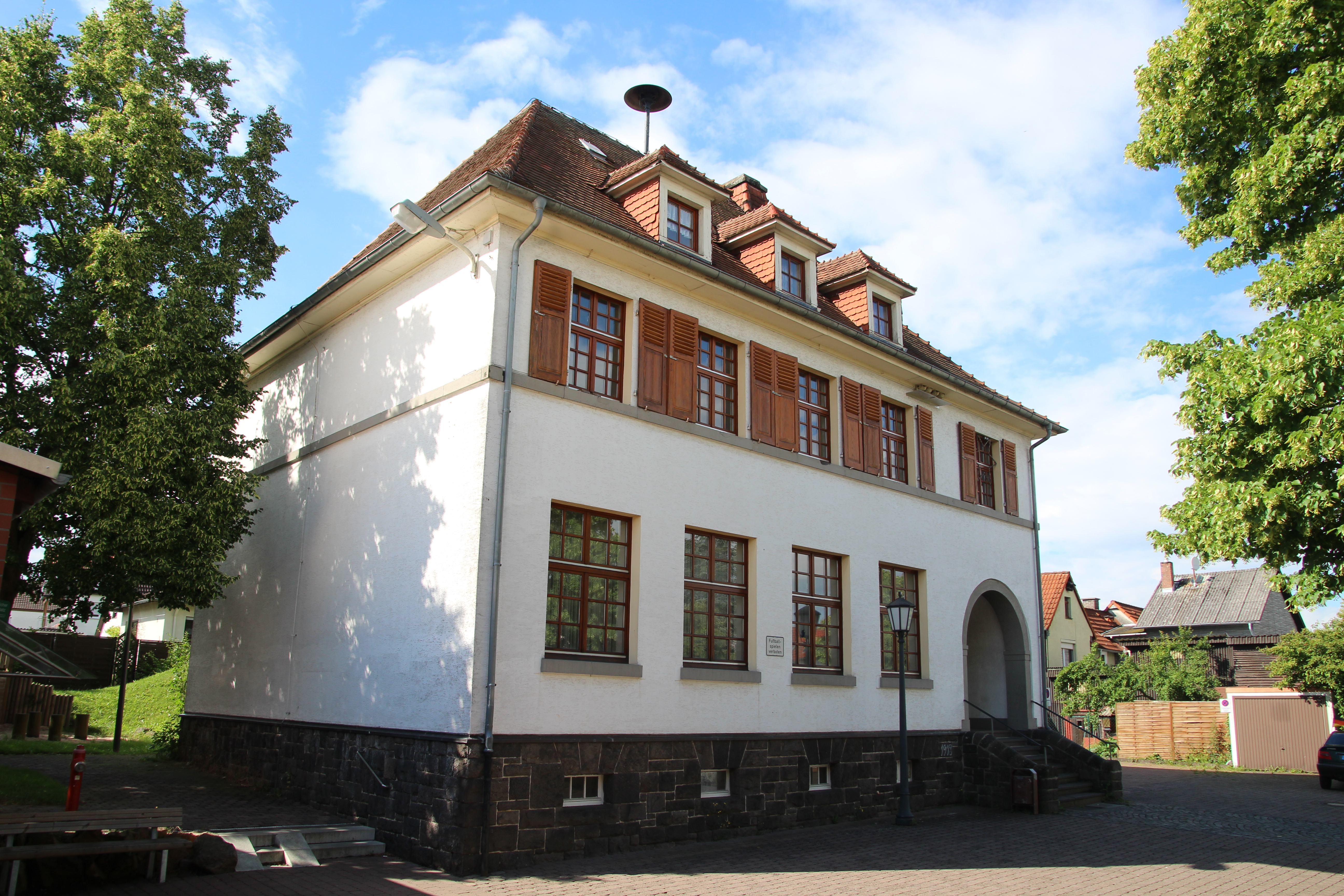
Ehem. Schule von 1913 die einen Schulbau von 1832 ergänzte

- 1901: Die 1853 erbaute Holzbrücke über die Lahn wird abgerissen und durch die heute noch bestehende Steinbrücke ersetzt. Im Dorf leben 387 Einwohner.

- 1912/13: Ruttershausen erhält 1912 elektrisches Licht. 1913 wird die „neue“ Schule errichtet, die bis 1970 genutzt wird.

- 1914–1918: Im Ersten Weltkrieg fallen insgesamt 30 junge Männer aus Ruttershausen an den Fronten. Mit der Abschaffung der Monarchie und Abdankung des Großherzogs gehört Ruttershausen nun zu dem aus dem Großherzogtum hervorgegangenen Volksstaat Hessen.

- 1933: Die Machtergreifung der Nationalsozialisten am 30. Januar 1933 hat zunächst keine größeren Auswirkungen für Ruttershausen. Anders als in vielen Städten und Gemeinden bleibt der Bürgermeister im Amt.

- 1942: Zwei Ruttershäuser jüdischen Glaubens fallen dem nationalsozialistischen Rassenwahn zum Opfer. Beide werden im Zuge der sogenannten „Endlösung“ am 14. September 1942 von der Gestapo abgeholt und später ins KZ Theresienstadt deportiert, wo sie in den folgenden beiden Jahren umkommen.

- 1939–1945: Im Zweiten Weltkrieg ist das Dorf – im Gegensatz zum Ersten Weltkrieg – auch unmittelbar von den Kriegsgeschehnissen betroffen. Neben den ständigen Bombenalarmen kommt es zusätzlich gegen Ende des Krieges zu zahlreichen Tieffliegerangriffen. Mit 55 Gefallenen und Vermissten hat sich die Opferzahl des Ortes im Vergleich zum Ersten Weltkrieg nahezu verdoppelt. Am 11. April 1943 wird Ruttershausen von zahlreichen Brandbomben getroffen. Gegen Mittag des 17. Februar 1945 verfehlt ein Bombenteppich das Dorf nur knapp. Am Nachmittag des 28. März 1945 rücken amerikanische Panzertruppen in Ruttershausen ein und besetzen das Dorf. Dabei kommt es jedoch zu keinen Kampfhandlungen, der Krieg ist damit für Ruttershausen vorbei.

- 1946: Die ersten Heimatvertriebenen und Flüchtlinge treffen ein. Sie werden zunächst im Dorf sowie in speziell dafür errichteten Behelfsheimen in Kirchberg einquartiert. Zahlreiche von ihnen bleiben in Ruttershausen und bauen sich in den folgenden Jahren eine neue Existenz auf. Ruttershausen gehört nun zum von der amerikanischen Militärregierung neu gebildeten Land Hessen.

- 1953–1957: Bau von Wasserversorgung und Kanalisation.

- 1970: Nach erfolglosem „Schulstreik“ wird die Grundschule Ruttershausen geschlossen. Ab September 1970 gehen nun auch die Grundschüler nach Lollar, nachdem dies für die älteren Jahrgänge schon seit 1961 gilt.

- 1971: Die Gemeinde Ruttershausen wurde zum 31. Dezember im Zuge der Gebietsreform in Hessen auf freiwilliger Basis in die Gemeinde Lollar eingegliedert.[5][6] Für den Stadtteil Odenhausen wurde ein Ortsbezirk gebildet.[7][8] Für Ruttershausen wurde ein Ortsbezirk gebildet.[7]

- 1974: Ein Gemeinschaftshaus wird errichtet.

- 1976: Ab dem 31. August 1976 wird eine selbstständige Kirchengemeinde Kirchberg-Ruttershausen eingerichtet.

- 1977: Das Baugebiet Am Hellenberg wird ab 1977 erschlossen. Durch die Attraktivität des Neubaugebiets steigt die Bevölkerung Ruttershausens bis 1982 auf 1100 Einwohner an. Nach der Bebauung gehen die Ortsteile Ruttershausen und Odenhausen am östlichen Hang des Lützelbergs nahtlos ineinander über.

- 1991: Die „Querspange“, eine neue Verbindung zwischen Ruttershausen und der Kernstadt Lollar, wird fertiggestellt. Sie überbrückt die Bahntrasse und die Lahn. Der alte Bahnübergang zwischen Ruttershausen und Kirchberg wird geschlossen. In der Leipziger Straße entsteht ein großer Kindergarten, in dem auch viele Kinder mit Migrationshintergrund betreut werden.

- 2006: Ruttershausen feiert seine erstmalige urkundliche Erwähnung vor 750 Jahren und wird in das Dorferneuerungsprogramm des Landes Hessen aufgenommen. Die Bevölkerung ist auf 1.300 angewachsen.

### Verwaltungsgeschichte im Überblick
Die folgende Liste zeigt die Staaten und Verwaltungseinheiten, denen Ruttershausen angehört(e):
- 1396: Heiliges Römisches Reich, Landgrafschaft Hessen, Gericht Kirchberg (-Lollar)
- vor 1567: Heiliges Römisches Reich, Landgrafschaft Hessen, Amt Gießen, Gericht Lollar (Kondominium mit Grafschaft Nassau)
- ab 1567: Heiliges Römisches Reich, Landgrafschaft Hessen-Marburg, Amt Gießen, Gericht Lollar[12]
- 1604–1648: Heiliges Römisches Reich, strittig zwischen Landgrafschaft Hessen-Darmstadt und Landgrafschaft Hessen-Kassel (Hessenkrieg)
- ab 1648: Heiliges Römisches Reich, Landgrafschaft Hessen-Darmstadt, Oberfürstentum Hessen, Oberamt Gießen (ab 1789), Gericht Lollar[13]
- ab 1806: Großherzogtum Hessen,[Anm. 2] Fürstentum Ober-Hessen, Landamt Gießen[14][15]
- ab 1815: Großherzogtum Hessen, Provinz Oberhessen, Landamt Gießen[16]
- ab 1821: Großherzogtum Hessen, Provinz Oberhessen, Landratsbezirk Gießen[Anm. 3]
- ab 1832: Großherzogtum Hessen, Provinz Oberhessen, Kreis Grünberg
- ab 1837: Großherzogtum Hessen, Provinz Oberhessen, Kreis Gießen
- ab 1848: Großherzogtum Hessen, Regierungsbezirk Gießen
- ab 1852: Großherzogtum Hessen, Provinz Oberhessen, Kreis Gießen
- ab 1867: Norddeutscher Bund,[Anm. 4] Großherzogtum Hessen, Provinz Oberhessen, Kreis Gießen
- ab 1871: Deutsches Reich, Großherzogtum Hessen, Provinz Oberhessen, Kreis Gießen
- ab 1918: Deutsches Reich (Weimarer Republik), Volksstaat Hessen, Provinz Oberhessen, Kreis Gießen[17][Anm. 5]
- ab 1938: Deutsches Reich, Volksstaat Hessen, Landkreis Gießen
- ab 1945: Amerikanische Besatzungszone,[Anm. 6] Groß-Hessen, Regierungsbezirk Darmstadt, Landkreis Gießen
- ab 1946: Amerikanische Besatzungszone, Hessen, Regierungsbezirk Darmstadt, Landkreis Gießen
- ab 1949: Bundesrepublik Deutschland, Hessen, Regierungsbezirk Darmstadt, Landkreis Gießen
- ab 1972: Bundesrepublik Deutschland, Land Hessen, Regierungsbezirk Darmstadt, Landkreis Gießen, Stadt Lollar[Anm. 7]
- ab 1977: Bundesrepublik Deutschland, Land Hessen, Regierungsbezirk Darmstadt, Lahn-Dill-Kreis, Stadt Lollar
- ab 1979: Bundesrepublik Deutschland, Land Hessen, Regierungsbezirk Darmstadt, Landkreis Gießen, Stadt Lollar
- ab 1981: Bundesrepublik Deutschland, Land Hessen, Regierungsbezirk Gießen, Landkreis Gießen, Stadt Lollar

### Gerichte
Ruttershausen gehörte zum Gericht Lollar. In der Landgrafschaft Hessen-Darmstadt wurde mit Ausführungsverordnung vom 9. Dezember 1803 das Gerichtswesen neu organisiert. Für das FürstentumOberhessen (ab 1815 Provinz Oberhessen) wurde das „Hofgericht Gießen“ eingerichtet. Es war für normale bürgerliche Streitsachen Gericht der zweiten Instanz, für standesherrliche Familienrechtssachen und Kriminalfälle die erste Instanz. Die Rechtsprechung der ersten Instanz wurde durch die Ämter bzw. Standesherren vorgenommen und somit war für Ruttershausen das „Landamt Gießen“ zuständig. Nach der Gründung des Großherzogtums Hessen 1806 wurden die Aufgaben der ersten Instanz 1821 im Rahmen der Trennung von Rechtsprechung und Verwaltung auf die neu geschaffenen Land- bzw. Stadtgerichte übertragen. „Landgericht Gießen“ war daher von 1821 bis 1879 die Bezeichnung für das erstinstanzliche Gericht, das auch für Ruttershausen zuständig war.
Anlässlich der Einführung des Gerichtsverfassungsgesetzes am 1. Oktober 1879 wurden die bisherigen Land- und Stadtgerichte im Großherzogtum Hessen aufgehoben und durch Amtsgerichte an gleicher Stelle ersetzt, ebenso verfuhr man mit den als Obergerichten fungierenden Hofgerichten, deren Funktion nun die neu errichteten Landgerichte übernahmen. Die Bezirke des Stadt- und des Landgerichts Gießen wurden zusammengelegt und bildeten nun zusammen mit den vorher zum Landgericht Grünberg gehörigen Orten Allertshausen und Climbach den Bezirk des neu geschaffenen Amtsgerichts Gießen, welches seitdem zum Bezirk des als Obergericht neu errichteten Landgerichts Gießen gehört. Zwischen dem 1. Januar 1977 und 1. August 1979 trug das Gericht den Namen „Amtsgericht Lahn-Gießen“ der mit der Auflösung der Stadt Lahn wieder in „Amtsgericht Gießen“ umbenannt wurde.

## Bevölkerung

### Einwohnerstruktur 2011
Nach den Erhebungen des Zensus 2011 lebten am Stichtag, dem 9. Mai 2011, in Ruttershausen 1158 Einwohner. Darunter waren 87 (7,5 %) Ausländer. Nach dem Lebensalter waren 204 Einwohner unter 18 Jahren, 468 zwischen 18 und 49, 273 zwischen 50 und 64 und 213 Einwohner waren älter. Die Einwohner lebten in 486 Haushalten. Davon waren 129 Singlehaushalte, 147 Paare ohne Kinder und 156 Paare mit Kindern, sowie 48 Alleinerziehende und 6 Wohngemeinschaften. In 87 Haushalten lebten ausschließlich Senioren und in 336 Haushaltungen lebten keine Senioren.

### Einwohnerentwicklung
Bis 1938 lag die Zahl der Einwohner von Ruttershausen nie über 500. Nach dem Kriegsende nahm Ruttershausen in großer Zahl Vertriebene und Flüchtlinge aus dem Osten und Südosten auf. Bis 1980 wuchs die Einwohnerzahl auf 1.000 Personen. Die größte Erweiterung erfuhr Ruttershausen ab 1977 durch das großflächige Neubaugebiet „Am Hellenberg“.
Am 31. Dezember 2005 hatte Ruttershausen 1.298 Einwohner, davon 144 ausländische Mitbürger; 707 Bürger waren evangelisch, 192 katholisch, von den restlichen 400 waren viele muslimischen Glaubens. In Ruttershausen leben 302 Kinder und Jugendliche, dies sind 23 % aller Bürger. 178 Einwohner sind über 67 Jahre alt (14 %). Im Ortskern sind jedoch 93 Einwohner (21 %) über 67 Jahre alt, man kann somit von einer Überalterung des Ortskerns sprechen.
Der demografische Wandel wurde in Ruttershausen seit den 1960er Jahren durch die Arbeits-Migration („Gastarbeiter“) stark beeinflusst. Von insgesamt 134 Anwohnern im vorwiegend von Türken besiedelten Wohngebiet „An der Alten Lahn“ sind 81 (60 %) unter 26 Jahren alt. Im Ortskern sind dazu im Vergleich nur 27 % der Anwohner in dieser Altersklasse. Etwa die Hälfte der in den letzten Jahren in Ruttershausen geborenen Kinder sind muslimischen Glaubens.
| • 1502: | 013 Männer (mit Kirchberg?)                                                                                           |
| • 1577: | 029 Hausgesesse (mit Kirchberg)                                                                                       |
| • 1630: | 002 dreispännige, 9 zweispännige, 2 einspännige Ackerleute, 8 Einläufige, 2 Witwen, 3 Vormundschaften (mit Kirchberg) |
| • 1669; | 123 Seelen (mit Kirchberg)                                                                                            |
| • 1742: | 002 Geistliche/ Beamte, 34 Untertanen, 17 Junge Mannschaften                                                          |
| • 1791: | 291 Einwohner |
| • 1800: | 272 Einwohner |
| • 1806: | 275 Einwohner, 56 Häuser                                                                                              |
| • 1829: | 326 Einwohner, 56 Häuser                                                                                              |
| • 1867: | 381 Einwohner, 64 Häuser                                                                                              |

| Ruttershausen: Einwohnerzahlen von 1791 bis 2022 | Ruttershausen: Einwohnerzahlen von 1791 bis 2022 | Ruttershausen: Einwohnerzahlen von 1791 bis 2022 | Ruttershausen: Einwohnerzahlen von 1791 bis 2022 | Ruttershausen: Einwohnerzahlen von 1791 bis 2022 |
| --- | ------------------------------------------------ | ------------------------------------------------ | ------------------------------------------------ | ------------------------------------------------ |
| Jahr |                                                  |                                                  |                                                  | Einwohner                                        |
| 1791 | 1791                                             |                                                  | 291                                              | 291                                              |
| 1800 | 1800                                             |                                                  | 272                                              | 272                                              |
| 1806 | 1806                                             |                                                  | 275                                              | 275                                              |
| 1829 | 1829                                             |                                                  | 326                                              | 326                                              |
| 1834 | 1834                                             |                                                  | 334                                              | 334                                              |
| 1840 | 1840                                             |                                                  | 337                                              | 337                                              |
| 1846 | 1846                                             |                                                  | 375                                              | 375                                              |
| 1852 | 1852                                             |                                                  | 384                                              | 384                                              |
| 1858 | 1858                                             |                                                  | 379                                              | 379                                              |
| 1864 | 1864                                             |                                                  | 383                                              | 383                                              |
| 1871 | 1871                                             |                                                  | 338                                              | 338                                              |
| 1875 | 1875                                             |                                                  | 365                                              | 365                                              |
| 1885 | 1885                                             |                                                  | 383                                              | 383                                              |
| 1895 | 1895                                             |                                                  | 426                                              | 426                                              |
| 1905 | 1905                                             |                                                  | 428                                              | 428                                              |
| 1910 | 1910                                             |                                                  | 456                                              | 456                                              |
| 1925 | 1925                                             |                                                  | 443                                              | 443                                              |
| 1939 | 1939                                             |                                                  | 517                                              | 517                                              |
| 1946 | 1946                                             |                                                  | 759                                              | 759                                              |
| 1950 | 1950                                             |                                                  | 810                                              | 810                                              |
| 1956 | 1956                                             |                                                  | 748                                              | 748                                              |
| 1961 | 1961                                             |                                                  | 761                                              | 761                                              |
| 1967 | 1967                                             |                                                  | 773                                              | 773                                              |
| 1980 | 1980                                             |                                                  | ?                                                | ?                                                |
| 1990 | 1990                                             |                                                  | ?                                                | ?                                                |
| 2000 | 2000                                             |                                                  | ?                                                | ?                                                |
| 2011 | 2011                                             |                                                  | 1.158                                            | 1.158                                            |
| 2022 | 2022                                             |                                                  | 1.118                                            | 1.118                                            |
| Datenquelle: Historisches Gemeindeverzeichnis für Hessen: Die Bevölkerung der Gemeinden 1834 bis 1967. Wiesbaden: Hessisches Statistisches Landesamt, 1968. Weitere Quellen: LAGIS; Zensus 2011; Stadt Lollar |                                                  |                                                  |                                                  |                                                  |

### Religionszugehörigkeit
| • 1830: | 310 evangelische, ein katholischer, 15 jüdische Einwohner |
| • 1961: | 616 evangelische, 141 katholische Einwohner               |

### Erwerbstätigkeit
| • 1961: | Erwerbspersonen: 85 Land- und Forstwirtschaft, 201 Prod. Gewerbe, 42 Handel, Verkehr und Nachrichtenübermittlung, 32 Dienstleistungen und Sonstiges |

## Politik
Für Ruttershausen besteht ein Ortsbezirk (Gebiete der ehemaligen Gemeinde Ruttershausen) mit Ortsbeirat und Ortsvorsteher nach der Hessischen Gemeindeordnung.
Der Ortsbeirat Ruttershausen besteht aus fünf Mitgliedern. Bei den Kommunalwahlen in Hessen 2021 betrug die Wahlbeteiligung zum Ortsbeirat 58,74 %. Dabei wurden gewählt: je ein Mitglied der CDU, SPD und des Bündnis 90/Die Grünen, sowie zwei Mitglieder der „Bürgerliste Ruttershausen“ (BLR). Der Ortsbeirat wählte Michael Sauer (BLR) zum Ortsvorsteher.

## Kultur und Sehenswürdigkeiten

### Der Kirchberg
Siehe den Hauptartikel   Kirchberg (Lahn)

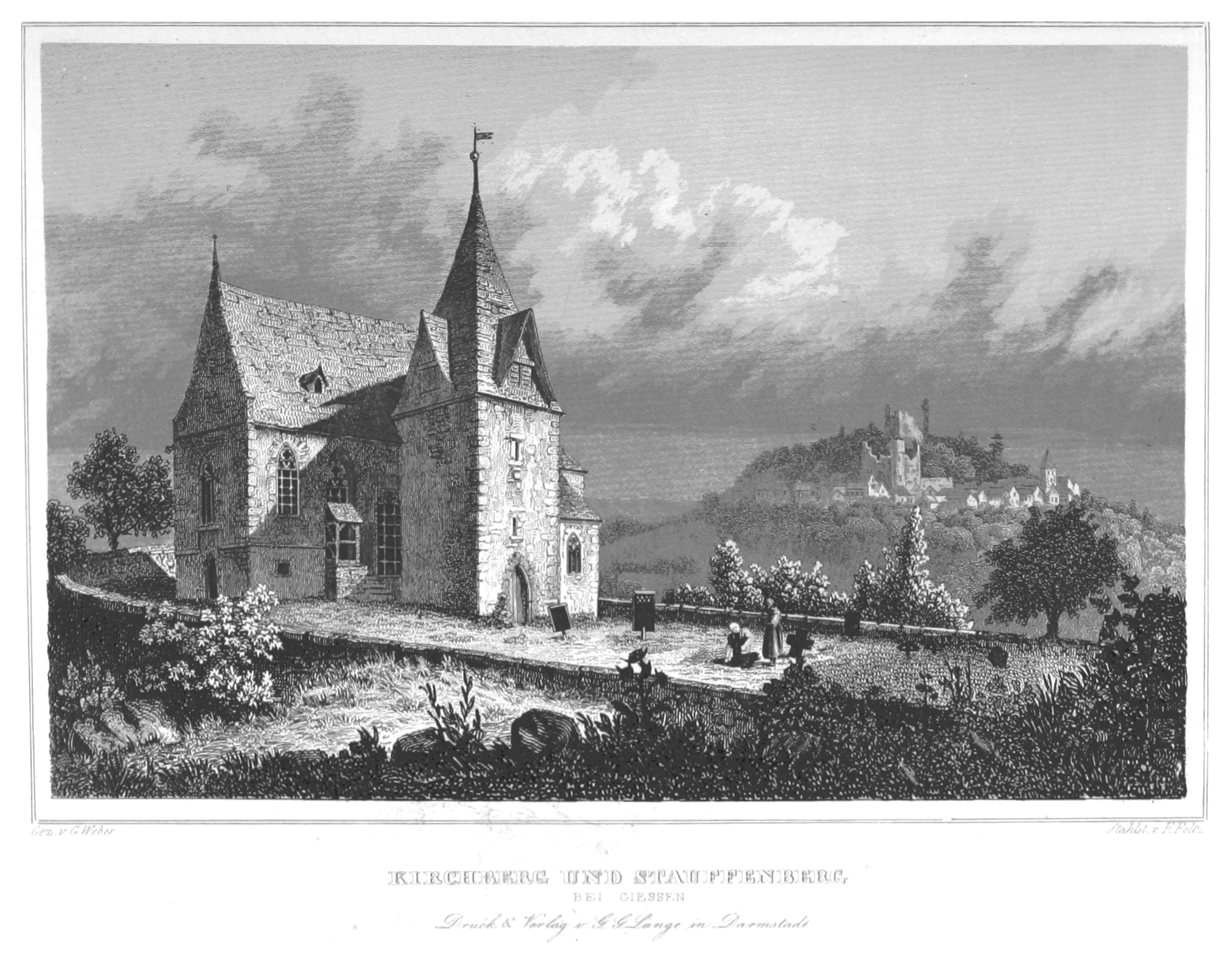
Der Kirchberg in einer Abb. von 1844 (im Hintergrund rechts Staufenberg)

Oberhalb von Ruttershausen erhebt sich östlich über der Lahn ein Felsvorsprung, der erstmals in einer Urkunde von 1227 als Kirchberg bezeichnet wird. Vermutlich befand sich dort in früherer Zeit ein heidnischer Kult- und Gerichtsplatz (Thingstätte), der dann während der Christianisierung Hessens im 8. Jh. in eine christliche Kultstätte umgewandelt wurde. Diese Kirche wurde zur Mutterkirche des Kirchspiels Kirchberg, zu dem außer Ruttershausen unter anderem auch die Orte Staufenberg, Lollar, Mainzlar, Daubringen, Heibertshausen, Einshausen, Deckenbach und Wißmar gehörten. 1237 war der Kirchberg Gerichtssitz in der Grafschaft Ruchesloh.
Die kunstgeschichtlich bedeutsame spätgotische Hallenkirche auf dem Kirchberg wurde 1495 bis 1508 erbaut. Dabei fanden Teile eines Vorgängerbaues, insbesondere der Turm, Verwendung. Die Glocken stammen aus den Jahren 1310, 1380 und 1432. Zu den wertvollen Ausstattungsstücken gehören das spätgotische große Kruzifix auf dem Altar, das Rokokogehäuse der Orgel und drei farbig gefasste Doppelgrabsteine aus der Zeit um 1600. Im Jahr 2008 wurde der 500. Jahrestag der Kirchweih gefeiert.

### Brauchtum und Feste
In Ruttershausen gibt es jährliche Feste, die z. T. eine jahrzehntelange Tradition haben. Im Mittelpunkt steht die Kirmes im Juli, die von den Burschen- und Mädchenschaften des Dorfes – Echte Käs (soll heißen Echte Kerle) und Ruttershäuser Amazonen – organisiert wird. Eine besondere Tradition ist die Versteigerung der unverheirateten, konfirmierten Mädchen und jungen Damen in der Nacht zum 1. Mai durch die Mitglieder der Burschenschaft (sog. Liehverstrich) unter Ausschluss der Öffentlichkeit. Wer den Zuschlag erhält, dekoriert in der Nacht den Eingangsbereich des Wohnhauses der Ersteigerten mit frisch geschlagenen Ästen. Anlässlich der Kirmes in Ruttershausen wird die Maikönigin der Dorfbevölkerung bekanntgegeben und gekrönt, also diejenige, die anlässlich der Versteigerung den höchsten Preis erzielt hat.
Eine weitere Besonderheit ist das sogenannte Steibern: In der Nacht vor der kirchlichen Hochzeit eines Paares werden bewegliche Güter ihrer Haushalte (z. B. Gartenmöbel, Blumenkästen etc.) an einer zentralen Stelle des Ortes – ursprünglich am öffentlichen Aufgebotskasten – zusammengetragen. Der Hintergrund war, dass Ehen mit schlechter Prognose für ihre Haltbarkeit besonders „gestützt“ werden mussten, in dem man symbolisch den Aufgebotskasten mit allerlei Hausrat des Bräutigams und der Braut „abstützte“.

### Kirchbergforum
Eine weitere Attraktion ist die von Heinz Bauer (ehem. Präsident der Universität Gießen) 2000 begründete Kammermusikreihe „Kirchbergforum“. Sie bietet ein hohes Niveau durch die dort auftretenden jungen Musiker, die vom Veranstalter bei Musikhochschulen, Wettbewerben und Meisterkursen gezielt ausgesucht werden. Es finden pro Jahr etwa sechs Konzerte in der Kirche oder einer privaten „Kammer“ des ehemaligen Pfarrhofes statt. Das „Kirchbergforum Jazz“ wurde 2005 mit Unterstützung des „Mittelhessischen Kultursommers“ begründet.

## Wirtschaft und Infrastruktur

### Bürgersolaranlage
Im Mai 2007 wurde von der Stadt Lollar das Gebäude des Gemeinschaftshauses im Ortsteil Ruttershausen als geeignetes Objekt für eine Photovoltaikanlage vorgestellt. Dieses „Bürgersonnenkraftwerk“ auf dem Gemeinschaftshaus besteht aus einzelnen Photovoltaikanlagen privater Bürger, die selbst nicht über ein passendes Dach verfügen. Die Anlage produziert insgesamt etwa 26.000 kWh pro Jahr.

### Tourismus
Ruttershausen liegt direkt an der Lahn und am Lahntal-Radweg, der von der Quelle bis zur Mündung in den Rhein auf insgesamt 235 km Länge ausgebaut ist. Direkt an Ruttershausen vorbei verlaufen auch der Lumdatal- und der Salzbödetalradweg. Im Sommer fahren täglich über 300 Radtouristen durch Ruttershausen.
Ruttershausen hat einen großen Campingplatz direkt an der Lahn. In Ruttershausen gibt es eine Pension, Lollar bietet ca. 100 Fremdenzimmer. Die Stadt Lollar ist dem Lahntal Tourismus Verband e. V. und dem Tourismusbund Lumdatal angeschlossen. Das Marketing für den Tourismus in der Region wird von Gießen aus organisiert.  Ruttershausen ist Ziel- und Startpunkt von Boots- und Paddeltouren auf der Lahn, die von verschiedenen Anbietern organisiert werden.

### Kindergarten und Schule
In Ruttershausen gibt es einen Kindergarten, in dem nachmittags auch die Kinder aus den benachbarten Ortsteilen Odenhausen und Salzböden betreut werden. Der Ruttershäuser Kindergarten ist ein wichtiger Anknüpfungspunkt für die ausländischen Kinder aus dem Wohngebiet „An der Alten Lahn“. Sie bekommen im Kindergarten eine frühzeitige Sprachförderung, die dann in der Schule fortgesetzt wird.
Die ehemalige Dorfschule von Ruttershausen diente bis 1970 als Grundschule. Seitdem gehen die Kinder des Dorfes in Lollar zur Grundschule. Die Grundschule Lollar (ca. 330 Schüler) ist eine Ganztagsschule mit einem Betreuungsangebot, das auch die Hausaufgabenbetreuung für Migrantenkinder umfasst.
Die weiterführende Lollarer Clemens-Brentano-Europaschule bietet drei Schulzweige: Gymnasium, Realschule und Hauptschule. Sie ist für die Ruttershäuser Schüler zu Fuß erreichbar.

### Verkehr
Ruttershausen ist äußerst verkehrsgünstig an das Autobahnnetz angebunden. Die Autobahn Frankfurt-Gießen-Kassel ist über die Autobahnauffahrt Staufenberg in wenigen Minuten erreichbar. Die Strecke Gießen-Marburg-Kassel wird in den nächsten Jahren weiter vierspurig ausgebaut werden. Gießen ist 10 km entfernt, Marburg 22 km, Frankfurt 85 km.
Lollar ist Haltepunkt der Bundesbahnlinie Frankfurt-Kassel, der sogenannten Main-Weser-Bahn. Von hier besteht die Möglichkeit der Verbindung zu den Universitätsstädten Gießen und Marburg. Ein weiterer Haltepunkt der Bahn ist das nahe gelegene Lollar-Friedelhausen. Mehrere Buslinien verbinden Lollar mit Gießen, Marburg und dem Lumdatal.